# Вей Чжуан
Вей Чжуан (韦庄, 836 —910) — китайський державний службовець та поет часів падіння династії Тан.

## Життєпис
Народився у 736 році у м. Дулінь. Здобув гарну освіту. Замолоду став складати вірші. Втім він не зміг розпочати свою службову кар'єру у зв'язку з численними повстаннями того часу, особливо великим на чолі Хуа Чао. Лише у 884 році він склав імператорський іспит й здобув ступінь цзіньши. Спочатку Вей Чжуан дістав посаду секретаря губернатора, а згодом став чиновником в імператорському уряді. У 891 році призначається Чжао-цзуном помічником військового губернатора (цзєдуши) Ван Цзяна в місті Сичуан (сучасний Ченду). Згодом Вей Чжуан активно допомагав своєму начальнику в боротьбі з іншими цзєдуши. У 903 році виконував дипломатичне завдання до імператорського двору. З поваленням у 907 році династії Тан Вей Чжуан спонукав Ван Цзян не визнавати нову династію Пізня Лян. Втім цю політику не отримали інші цзєдуши. Після оголошення Ван Цзянєм нової династії рання Шу Вей Чжуан зайняв тут місце найближчого радника. Незабаром він дістав посаду канцлера. Помер у 910 році.

## Творчість
Працював у жанрах ши та ци. Особливо вважається великим майстром жанру ци. Першої значою поемою була «Балада про панні Ці» (881 рік). Збірка поезії Вей Чжуана була видана після його смерті братом Вей Аєм. Вона становила 5 томів.